# Different World (Uriah Heep)
Different World je osmnácté studiové album anglické rockové skupiny Uriah Heep. Vydáno bylo v únoru roku 1991 a jeho producentem byl Trevor Bolder, baskytarista skupiny. Jde o první album skupiny, z něhož ve Spojeném království nevyšel žádný singl. Jde o druhé album nahrané v této sestavě. Kromě členů skupiny se na něm podílel například sbor.

## Seznam skladeb
1. „Blood on Stone“ (Trevor Bolder) – 4:38
2. „Which Way Will the Wind Blow“ (Bolder) – 4:52
3. „All God's Children“ (Mick Box, Phil Lanzon) – 4:20
4. „All for One“ (Bolder) – 4:27
5. „Different World“ (Box, Lanzon) – 4:15
6. „Step by Step“ (Bolder) – 4:07
7. „Seven Days“ (Box, Lanzon) – 3:35
8. „First Touch“ (Lanzon) – 3:54
9. „One on One“ (Box, Lanzon) – 4:05
10. „Cross That Line“ (Box, Lanzon) – 5:35
11. „Stand Back“ (Box, Lanzon) - 3:57 (bonus na CD vydání)

## Obsazení
Uriah Heep
- Bernie Shaw – zpěv
- Mick Box – kytara
- Trevor Bolder – baskytara, zpěv
- Phil Lanzon – klávesy, zpěv
- Lee Kerslake – bicí, zpěv

Ostatní hudebníci
- Brett Morgan – bicí
- Danny Wood – akordeon
- Benny Marshall – harmonika
- Steve Piggott – programování kláves
- All God's Children – sbor